# New Young Pony Club
New Young Pony Club son un grupo inglés de indie rock-música electrónica formado en 2004. Salieron de gira con Lily Allen y participaron en el NME Indie Rave tour con los Klaxons. El nombre del grupo, de acuerdo a la vocalista Tahita Bulmer, se deriva parcialmente de aquel de la banda irlandesa Pony Club; describiendo a su vez a New Young Pony Club como "un Pony Club más nuevo, más joven y más cachondo". Después de dos lanzamientos de 7" en la disquera Tirk, fueron descubiertos y firmados para todo el mundo por Phil Hutcheon de Modular Records.

## Miembros
- Tahita Bulmer - voz
- Andy Spence - guitarra
- Lou Hayter- teclados
- Igor Volk - bajo
- Sarah Jones - batería

## Trivia
- Su canción "Ice Cream" se utiliza en el comercial de la familia de procesadores Core 2 de Intel.
- La vocalista Tahita Bulmer fue nombrada en la lista de gente cool del 2006 según NME.
- El guitarrista Andy Spence fue el compositor musical para la película independiente sobre el Tíbet, Dreaming Lhasa.

## Discografía

### Álbumes
- Fantastic Playroom (9 de julio de 2007)
- The Optimist (abril de 2010)

### EP
- New Young Pony Club EP (2006)

### Sencillos
- Get Lucky (19 de marzo de 2006)
- Ice Cream (18 de septiembre de 2006)
- " The Bomb " (15 de octubre de 2006)